# James Mill

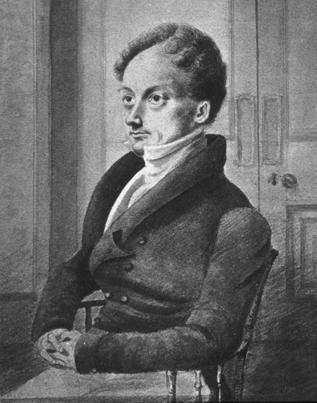
Portret van James Mill

James Mill (Northwater Bridge, 6 april 1773 – 23 juni 1836) was een Schots historicus, econoom, politicus en filosoof. Hij was de vader van de invloedrijke filosoof John Stuart Mill en droeg in de economie belangrijk bij aan de opkomst van de ricardiaanse school.

## Leven
Mill werd geboren in Northwater Bridge, (Logie-Pert), Schotland, als zoon van James Mill, een schoenmaker. Zijn moeder Isabel Fenton, van een gegoede familie die te lijden had onder hun connectie met de Stuarts (Jacobieten), zorgde ervoor dat hij een goede scholing kreeg. Hij bleef tot zijn 17e in de Montrose Academie. Daarna volgde de University of Edinburgh als leerplaats, waar hij Grieks studeerde en in 1798 afstudeerde. 
Van 1790 tot 1802 gaf hij slechts af en toe les, zodat hij ook geschiedenis en filosofie kon studeren. Gezien de kleine kans om een baan te vinden in Schotland verhuisde hij in 1802 naar Londen. Dit was samen met John Stuart die toen lid van het parlement was.
Hij hield zich meer op literair vlak bezig en was van 1803 tot 1806 redacteur van Literary Journal, een tijdschrift met samenvattingen en inzichten over de laatste belangrijke ontwikkelingen over menselijke kennis. In diezelfde periode was hij ook editor van de St James's Chronicle van dezelfde uitgeverij. Hij schreef in 1804 een pamflet over wansituaties in de export en handel van granen (Graanwetten). Ook vertaalde en becommentarieerde hij het werk van CF Villers over de Reformatie.
Hij trouwde in 1805 met Harriet Burrow, wiens moeder een instituut voor mensen met geestelijke beperkingen in Hoxton open hield. Hij kocht een huis in Pentonville, waar zijn oudste zoon John Stuart Mill in 1806 ter wereld kwam. Aan het einde van dat jaar begon hij aan zijn History of British India, wat hem 12 jaar kostte om te voltooien.
In 1808 leerde hij Jeremy Bentham kennen die jarenlang een goede vriend en medewerker bleef. Hij gebruikte Benthams principes met de zijne en stak veel energie in het verspreiden van deze principes. 
Hij schreef tussen 1806 en 1818 verschillende artikelen in onder andere Anti-Jacobin Review, de British Review en de The Eclectic Review, maar geen deze zijn teruggevonden. Vanaf 1808 schreef hij ook in The Edinburgh Review en dit tot 1813, waar zijn eerste artikel 'Money and Exchange' was. Hij schreef ook artikels over Latijns-Amerika, China, persvrijheid alsook twee teruggevonden artikels, 'Review of Fox's History' en 'Bentham's Law Reforms'. In 1811 werkte hij samen met chemicus William Allen (1770-1843) in het tijdschrift de Philanthropist.
In 1814 schreef hij een aantal artikels over utilitarisme voor de 5e editie van de Encyclopædia Britannica. De belangrijkste artikels zijn over regeren, gevangenissen en rechtspraak. 
The History of British India werd in 1818 gepubliceerd en was onmiddellijk een groot succes. Hierdoor kreeg hij een plaats aangeboden als vertegenwoordiger van het Indische huis. Na verloop van tijd klom hij op tot afdelingshoofd in 1830. Max Müller, een belangrijke indoloog, schreef later dat het boek vol vooroordelen zit over India en zijn inferieure positie. Dit boek heeft bijgedragen aan de vooroordelen en racisme tegenover de hindoes ten tijde van de kolonisatie. 
Ook hij moedigde David Ricardo aan om zijn werk over treatise on value and distribution (1817), alsook om zich kandidaat te stellen voor het parlement. In 1821 hielp Mill mee aan de oprichting van de Political Economy Club in Londen, waar vooral ricardiaanse economen en Bentham-aanhangers bij waren aangesloten. Na de dood van Ricardo en James Mill werden John Ramsey McCulloch en Thomas de Quincey de belangrijkste voorvechters van de ricardiaanse school. James Mill's Elements of Political Economy (1821) was al snel de leidraad voor aanhangers van Ricardo's werk.  
Van 1824 tot 1826 werkte hij nog voor Westminster Review. Hij nam ook deel aan discussies die tot de oprichting van de Universiteit van Londen in 1825 leidden. In 1829 verscheen de Analysis of the Phenomena of the Human Mind. 
In de jaren 1831 tot 1833 was hij voornamelijk bezig de belangen van de Oost-Indische Compagnie te verdedigen. Hij werd voorzitter van het directieteam. 
In 1934 schreef hij voor de London Review (gesticht door Sir William Molesworth) een noemenswaardig artikel met als titel 'The Church and its Reform'. Hierin was hij heel sceptisch en beschadigde het imago van het tijdschrift. Zijn laatste boek Fragment on Mackintosh verscheen in 1835.

## Intellectuele nalatenschap
Mill schreef verschillende stukken over de Griekse taal, Latijn, geschiedenis, politiek denken, filosofie en ethiek. Hij had een groot intellect en kon klaar en duidelijk schrijven. Hij streefde naar redelijkheid en zijn werk is getypeerd door de opbouw en de invloed van Bentham. Hij staafde vele sociale onderwerpen met degelijke principes. 
Zijn werk The History of British India en zijn aanstelling in het India House voor de laatste 17 jaar van zijn leven veranderden de betrekkingen tussen India en het Verenigd Koninkrijk. Het is wel merkwaardig dat hij zelf nooit India heeft bezocht, waardoor hij zijn volledige werk aan de hand van documenten opstelde. Dit heeft ervoor gezorgd dat zijn werk vol met vooroordelen zit over India en de vermeende inferieure positie van de hindoe.  
Daarnaast speelde hij ook een grote rol in de Britse politiek en inspireerde de philosophical radicals. Zijn schrijven over diverse politieke en levensopvattingen had een grote invloed op de liberale politici van die tijd. De inzichten over gelijkheid en mensenrechten zijn hierdoor veranderd. Met zijn Analysis of the Mind en Fragment on Mackintosh verzekerde hij ook een plaats in de geschiedenis van de filosofie. Hij bracht associatie (nog steeds gebruikt in pedagogie) aan in de analyse van emotionele toestanden zoals affectie en moreel besef.
Somerville College Library, de bibliotheek van Somerville College (Oxford) bevat zijn en zijn zoons collectie van circa 1700 boeken (de John Stuart Mill Library).

## Belangrijkste werken van James Mill

Elements of political economy, 1826

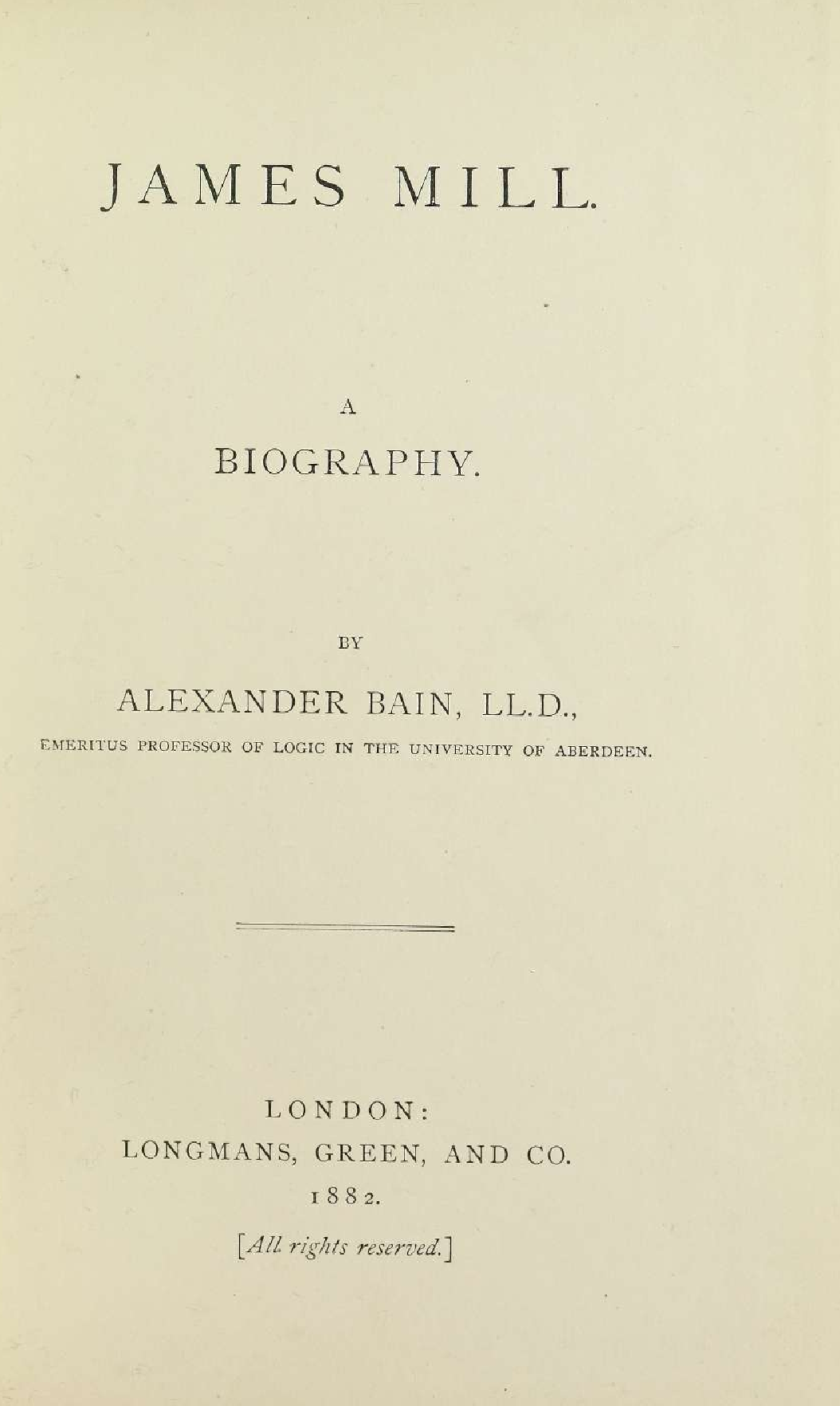
Alexander Bain, James Mill. A biography, 1882

- An Essay on the Impolicy of a Bounty on the Exportation of Grain, 1804.
- "Lord Lauderdale on Public Wealth", 1804, Literary Journal
- Commerce Defended, 1808.
- Thomas Smith on Money and Exchange, 1808.
- History of British India, 6 vols., 1817
- "Government", 1820, Encycl. Britannica
- Elements of Political Economy,  1821
- "Liberty of the Press", 1823
- Essays on Government, Jurisprudence, Liberty of the Press, Education, and Prisons and Prison Discipline, 1823.
- An Analysis of the Phenomena of the Human Mind, 2 vols., 1829
- Essay on the Ballot and Fragment on Mackintosh, 1830.
- "Whether Political Economy is Useful", 1836
- The Principles of Toleration, 1837.

## Andere bronnen
- Sir Leslie Stephen, The English Utilitarians, vol. ii.  (1900), en een artikel in Dictionary of National Biography
- A. Bain, "The Early Life of James Mill", in Mind, Vol. 1, No. 1 (Januari 1876).
- A. Bain, James Mill (1882)
- G. S. Bower, Hartley en James Mill (1881)
- J. S. Mill, Autobiography (1873)
- John Morley in Fortnightly Review, xxxvii. (1882)
- Graham Wallas, The Life of Francis Place (1898).